# Saint-Louis (Senegal)
Saint-Louis (in wolof Ndar) è il capoluogo della regione omonima della Repubblica del Senegal. È situata nel nord del paese, su un'isola alla foce del fiume Senegal, a 250 km di strada dalla capitale Dakar, ha una popolazione di 350 000 abitanti, che ne fanno la quinta città del Senegal.
Saint-Louis è stata la capitale della colonia francese del Senegal dal 1673 al 1902 e dell'Africa Occidentale Francese dal 1895 al 1902, anno in cui la capitale fu trasferita a Dakar. Dal 1920 al 1957 è stata anche la capitale della vicina colonia della Mauritania.
Importante centro economico durante l'epoca coloniale, mantiene ancora alcune industrie di un certo rilievo, come quella saccarifera; oltre ad essere un importante porto peschereccio ed un centro commerciale. L'iscrizione della città nella lista del Patrimonio dell'umanità dell'UNESCO nel 2000, ha contribuito a sviluppare anche il turismo.
A causa della sua particolare situazione geografica, la città è estremamente vulnerabile ai cambiamenti climatici: si prevede che l'innalzamento del livello del mare minaccerà le parti costiere della città e potrebbe danneggiare le parti più antiche. Inoltre, altri problemi come la pesca eccessiva stanno causando effetti a catena nell'economia locale.

## Geografia e clima
Saint-Louis si trova nel nord del Senegal, al confine con la Mauritania, a 264 km a nord della capitale senegalese Dakar. Nonostante la vicinanza con la frontiera mauritana, il valico più vicino è quello di Rosso, 100 km a monte lungo il fiume Senegal.
Il centro storico della città coloniale si trova su una stretta isola fluviale del Senegal, lunga poco più di 2 km e larga solo 400 metri. Si trova a 25 km a nord della sua foce ed è separata dall'Oceano Atlantico a ovest solo dalla Langue de Barbarie, una striscia di sabbia larga 300 metri. Sulla Langue de Barbarie sorgono i quartieri balneari di Ndar Toute e Guet Ndar. Sulla terraferma, lungo la riva orientale del fiume è situato invece Sor, un antico insediamento ora considerato un sobborgo di Saint-Louis. La città è pressoché circondata da paludi di marea.
Le paludi sono bacini alluvionali che si formano durante la stagione delle piogge quando il fiume straripa nella campagna, creando stagni e distese di mangrovie che attirano uccelli come fenicotteri e pellicani.
La vegetazione della Langue de Barbarie è costituita principalmente da alberi di Filao, propagati per prevenire l'erosione del suolo in terreni sabbiosi e salati.
Saint-Louis si trova nella fascia di passaggio tra il paesaggio sabbioso del Sahara e quello della savana. Di rilievo nella geografia della città è una stretta lingua sabbiosa, la langue de Barbarie, che s'interpone tra la foce del Senegal e l'Oceano Atlantico.
Esistono solo due stagioni, quella umida, dal giugno ad ottobre, caratterizzata da temperature elevate, tempeste e umidità; quella secca, da novembre a maggio, con brezze oceaniche fresche e tempeste di sabbia.
Numerosi sono i siti naturali attorno a Saint-Louis, tra cui il Parco Nazionale della langue de Barbarie, il santuario nazionale degli uccelli di Djoudj, la riserva faunistica di Gueumbeul; nonché numerose spiagge.

## Storia

Pianta del forte di Saint-Louis del 1705.

Saint-Louis è stata la prima città fondata dagli europei in Africa occidentale nel 1659. Fu fondata come un forte da marinai provenienti dal porto normanno di Dieppe, fu chiamata così in onore dell'allora re di Francia, Luigi XIV, su un'isola disabitata, nota agli abitanti del luogo come Ndar.
Diagne de Sor, il capo locale, lo affittò per un pagamento annuale relativamente modesto. I francesi erano già presenti nella regione con diverse piccole stazioni commerciali fin dagli anni 1610-1620. Con la fondazione del forte di Saint-Louis i francesi, che prima d'allora avevano contesto il predominio sull'area con portoghesi e olandesi, divennero la potenza coloniale egemone.

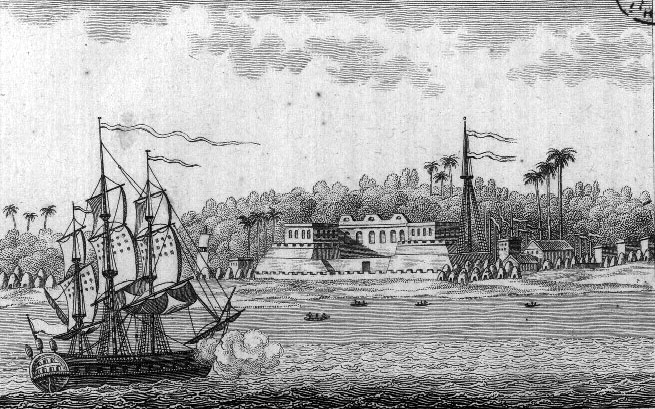
Veduta francese del forte dell'isola di Saint-Louis, da "L'Afrique ou histoire, moeurs, usages et coutumes des Africains", di René Claude Geoffroy de Villeneuve, 1814.

Con il passare degli anni il forte, attorno al quale si sviluppò un insediamento, si affermò come importante centro per il commercio di oro, ambra grigia, pelli, cera d'api, e avorio, oltre che un famigerato mercato di schiavi. La fortificazione permise alla sua fabbrica di comandare il commercio estero lungo il fiume Senegal. Durante la guerra dei Sette Anni, le forze britanniche occuparono il Senegal nel 1758. Nel febbraio 1779, le forze francesi riconquistarono Saint-Louis. Alla fine del XVIII secolo, Saint-Louis contava circa 5 000 abitanti, senza contare un numero indeterminato di schiavi in transito.
Tra il 1659 e il 1779, nove compagnie concessionarie si succedettero nell'amministrazione di Saint-Louis. Come a Gorée, anche a Saint-Louis si sviluppò una comunità mercantile franco-africana creola, o meticcia (métis), caratterizzata dalle famose signares, donne borghesi imprenditrici, durante il XVII e il XVIII secolo. I meticci furono di fondamentale importanza per la vita economica, sociale, culturale e politica della città. Crearono una cultura urbana particolare, caratterizzata da esibizioni pubbliche di eleganza, intrattenimento raffinato e feste popolari. Controllavano la maggior parte del commercio fluviale e finanziavano le principali istituzioni cattoliche. Un sindaco meticcio fu designato per la prima volta dal governatore nel 1778. Il diritto civico si consolidò ulteriormente nel 1872, quando Saint-Louis divenne a tutti gli effetti un "comune" francese.
Dalla Rivoluzione francese, i suoi abitanti ottennero lo status di cittadinanza, diventando cittadini francesi. Dopo il declino della tratta negriera nell'Atlantico dopo il 1790, il commercio di gomma arabica divenne il principale sostentamento economico di Saint-Louis. Il commercio si concentrò sempre più nella bassa valle del fiume e nelle escales del deserto, piuttosto che più a monte, a Gajaaga, come avveniva in precedenza. Dal 1793 al 1816 la città di Saint-Louis e l'intera costa del Senegal furono occupate dagli inglesi. Con il trattato di Vienna del 1815, il Senegal fu restituito ai francesi, ad eccezione del Gambia, che divenne una colonia britannica nel 1815. Di fronte alla dipendenza quasi totale dalla gomma, le autorità francesi cercarono di promuovere l'agricoltura di piantagione a Waalo dal 1819 al 1830, ma il tentativo fallì. Allo stesso tempo, Saint-Louis crebbe massicciamente in questo periodo, sia in termini di popolazione che di attività commerciali.
Il 2 luglio 1816, La Méduse, una fregata a tre alberi che trasportava a Saint-Louis il nuovo governatore del Senegal, Julien Schmaltz, con 400 persone a bordo, naufragò al largo dell'odierna Mauritania, arenandosi sulle sabbie del banco d'Arguin. Questo episodio è stato immortalato dal pittore Théodore Géricault nel celebre quadro La zattera della Medusa.
Per tutto il XIX secolo, i francesi combatterono periodicamente con l'Emirato di Trarza e altri Stati tribali Hassani, interrompendo il flusso di gomma. Tuttavia, con la rimozione delle restrizioni commerciali nel 1848 e nel 1853, le esportazioni aumentarono. Quando nel 1854 scoppiò di nuovo la guerra, gli emiri arabi proibirono, con scarsi effetti, ai mercanti berberi zwaya di vendere ai francesi. Nella battaglia del ponte di Leybar del 1855, una piccola forza di soldati francesi difese la città da una grosso contingente dell'emirato di Trarza. Il conflitto terminò nel 1858 con la vittoria dei francesi che furono così in grado di stabilire le condizioni del commercio sul fiume.
Louis Faidherbe, divenuto governatore della Colonia del Senegal nel 1854, contribuì notevolmente allo sviluppo e alla modernizzazione di Saint-Louis. I suoi progetti su larga scala includevano la costruzione di ponti, l'approvvigionamento di acqua potabile e la costruzione di una linea telegrafica via terra fino a Dakar. Saint-Louis divenne capitale dell'Africa Occidentale Francese nel 1895. Tuttavia, nel 1902, la capitale fu trasferita a Dakar.

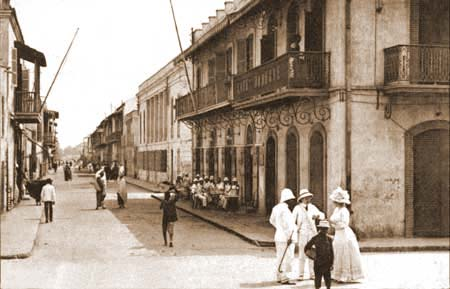
Scorcio del centro di Saint-Louis agli inizi del XX secolo.

Con l'ascesa di Dakar Le fortune di Saint-Louis cominciarono a tramontare. L'accesso al suo porto divenne sempre più difficile con l'avvento dei piroscafi e il completamento della ferrovia Dakar-Saint Louis nel 1885 fece sì che il commercio verso l'interno aggirasse effettivamente il suo porto. Le grandi imprese francesi si impadronirono delle nuove reti commerciali dell'interno, emarginando i commercianti meticci. Saint-Louis mantenne comunque il suo status di capitale della Colonia del Senegal anche dopo che Dakar assunse il ruolo di capitale dell'Africa Occidentale Francese. Le istituzioni coloniali create in città nel XIX secolo, come il Tribunale musulmano e la Scuola per i figli dei capi, svolgeranno un ruolo importante nella storia dell'Africa francese. Pur mantenendo dimensioni relativamente piccole, Saint-Louis ha dominato la politica senegalese per tutto il XIX e l'inizio del XX secolo, anche grazie ai suoi numerosi partiti e associazioni politiche e ai suoi quotidiani indipendenti.
Il 12 maggio 1930, l'aviatore francese Jean Mermoz partì da Saint-Louis per il primo volo postale transatlantico senza scalo fino a Natal, in Brasile. Il successo di questo volo permise ad Aéropostale di stabilire definitivamente un collegamento aereo regolare tra Tolosa e Santiago del Cile.
Dopo l'indipendenza Saint-Louis è scivolata rapidamente in uno stato di declino. Con la partenza della popolazione e dei militari francesi, molti negozi, uffici e aziende della città hanno chiuso. La perdita di posti di lavoro, di capitale umano e di investimenti ha causato il suo declino economico. 
La città è inoltre sempre più minacciata di scomparire dall'aumento del livello dell'oceano in conseguenza dei cambiamenti climatici. Sebbene sia stata dichiarata Patrimonio dell'Umanità dall'UNESCO nel 2000, il suo patrimonio edilizio coloniale è stato gravemente danneggiato e non è stato restaurato.

## Monumenti e luoghi d'interesse

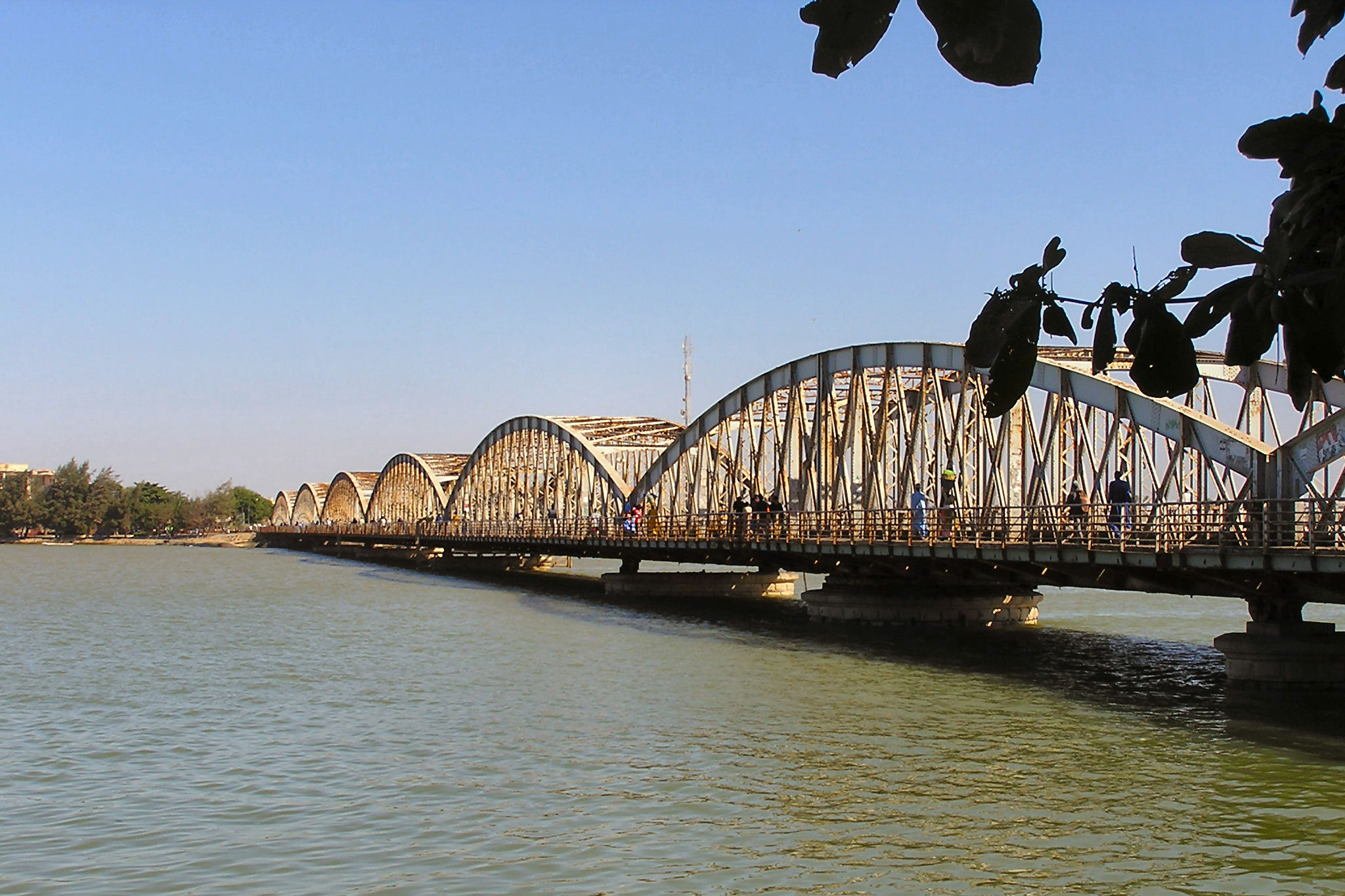
Il ponte Faidherbe visto dall'isola

- Il quartiere storico (Île Saint Louis), collegato da un ponte metallico a sette arcate, il Pont Faidherbe, ai quartieri dell'Île de Sor. È stato costruito da Nouguier, Kessler & Cie, ex Maison Joly, di Argenteuil. È stato completamente ristrutturato nel 2015.
- La sede del governo è costruita sul sito di un ex forte coloniale, di cui rimangono alcune mura.
- La statua in bronzo di Louis Faidherbe di Crauck, fusa da Thiébaut nel 1886 (352 kg), eretta durante la sua vita, nel 1887, non lontano dal ponte, in Place Faidherbe, ex Place d'Orléans, precedentemente nota come "La Savane".
- Cattedrale di San Luigi, la più antica chiesa cattolica dell'Africa occidentale

## Società

### Religione
La popolazione di Saint-Louis è in netta maggioranza musulmana. 
La città è sede della Diocesi di Saint-Louis du Sénégal, istituita nel 1763 e suffraganea dell'arcidiocesi di Dakar.

## Cultura

### Istruzione

#### Musei
- Museo della Fotografia di Saint-Louis

#### Università
La città è sede dell'Università Gaston Berger, seconda università del Senegal, fondata nel 1990, e dell'Accademia militare Charles Ntchorere (1922).

## Infrastrutture e trasporti

### Strade
La principale via d'accesso alla città è la RN2 che unisce Dakar ai centri del nord e dell'est del paese posti lungo il fiume Senegal.

### Aeroporti
La città è servita dall'aeroporto di Saint-Louis, situato a 5 km ad est del centro.

## Amministrazione

### Gemellaggi
- Bologna, dal 1991
- Saint Louis
- Fes, dal 1979
- Liegi
- Monserrato